# Auffreville-Brasseuil
 Auffreville-Brasseuil  es una población y comuna francesa, en la región de Isla de Francia, departamento de Yvelines, en el distrito de Mantes-la-Jolie y cantón de Guerville.

## Demografía
| 326 | 338 | 445 | 454 | 560 | 586 |
| Para los censos de 1962 a 1999 la población legal corresponde a la población sin duplicidades (Fuente: INSEE [Consultar]) |     |     |     |     |     |